# Rogier III van Apulië
Rogier III van Apulië (circa 1118 - 2 of 18 mei 1148) was van 1134 tot aan zijn dood hertog van Apulië en Calabrië. Hij behoorde tot het huis Hauteville.

## Levensloop
Rogier III was de oudste zoon van koning Rogier II van Sicilië uit diens eerste huwelijk met Elvira, dochter van koning Alfons VI van Castilië en León.
Op 25 december 1130 werd zijn vader gekroond tot koning van Sicilië. Mogelijk werd Rogier III daarna benoemd tot hertog van Apulië en Calabrië. Hier bestaat echter geen zekerheid over, wel staat vast dat hij deze titel ten laatste in 1134 ontving. 
Vanaf 1137 nam hij deel aan de militaire campagne van zijn vader tegen graaf Ranulf II van Alife, die door paus Innocentius II en keizer Lotharius III als rivaliserend hertog van Apulië was geïnstalleerd. De eerste belangrijke veldslag van Rogier III was de Slag bij Rignano op 30 oktober 1137. In de eerste charge vertoonde hij een grote dapperheid en onderscheidde hij zichzelf, maar al snel keerden de krijgskansen voor de Sicilianen en leden ze een grote nederlaag. Tijdens de veldslag sneuvelden ook belangrijke krijgsheren als hertog Sergius VII van Napels.
Nadat Ranulf II van Alife in 1139 was overleden, was Rogiers positie als hertog van Apulië verzekerd. Hetzelfde jaar marcheerden paus Innocentius II en zijn bondgenoot vorst Robert II van Capua naar Melfi. Te Galluccio zette Rogier een hinderlaag op tegen de pauselijke troepen en nam hij op 22 juli 1139 de paus en zijn gevolg gevangen. Drie dagen later, op 25 juli, erkende de paus in Mignano Rogier III als hertog van Apulië, zijn vader als koning van Sicilië en zijn jongere broer Alfons als prins van Capua — waardoor de paus de facto zijn steun aan Robert van Capua opzegde. Vervolgens nam Rogier III Napels in en voegde hij de stad integraal toe aan het koninkrijk Sicilië, op die manier een einde makend aan de republikeinse regering die na Sergius' dood over de stad had geheerst. De stad en het hertogdom Napels verkozen zijn jonge broer Alfons tot hertog van Napels.
In 1140 erfde Rogier III het hertogdom Gaeta, nadat hertog Richard III zonder erfgenamen was overleden.
In 1140 huwde hij met Elisabeth, dochter van graaf Theobald II van Champagne. Het huwelijk leverde geen kinderen op, maar hij had wel twee onwettige kinderen bij zijn minnares Emma, dochter van graaf Achard II van Lecce:
- Tancred (1138-1194), koning van Sicilië
- Willem (overleden in 1167 of 1168)

Rogier III van Apulië stierf in mei 1148 op ongeveer dertigjarige leeftijd en werd bijgezet in de kapel van Sint-Maria Magdalena, vlak naast de oude kathedraal van Palermo. Later werd zijn lijkkist overgebracht naar een gelijknamige kapel in de kazernes van San Giocomo. Zijn functie als hertog van Apulië werd overgenomen door zijn jongere broer Willem I, die in 1154 zijn vader zou opvolgen als koning van Sicilië.